# Agitprop
Agitprop (/ˈædʒɪtprɒp/; do russo:  агитпроп, tr. Agitpróp, palavra-valise de agitatsiya, "agitação" e propaganda, "propaganda" ) refere-se à intencional e vigorosa propagação de ideias políticas. O termo tem origem na Rússia Soviética e se aplicava aos meios de comunicação populares, incluindo literatura, peças teatrais, panfletos, filmes e outras formas de arte, com uma mensagem política explicitamente em  favor do comunismo. utilizada na Rússia soviética, que é difundida ao público em geral através de meios de comunicação populares tais como literatura, peças de teatro, panfletos, filmes, e outras formas de arte com uma mensagem explicitamente política.
 O termo teve origem na Rússia soviética como abreviação do nome do Departamento de Agitação e Propaganda (отдел агитации и пропаганды, otdel agitatsii i propagandy), que fazia parte do comitê central e dos comitês regionais do Partido Comunista da União Soviética Dentro do aparato do partido, tanto a agitação (trabalho entre pessoas que não eram comunistas) como a propaganda (trabalho político entre membros do partido) eram da responsabilidade da agitpropotdel  ou APPO (Departamento de Agitação e Propaganda do Comitê Central). O seu chefe era um membro do secretariado do  Agitprop do Comitê de Moscou (MK), embora estivesse em segundo lugar em relação ao chefe do orgraspredotdel (departamento responsável pela designação de quadros e pelo trabalho organizacional). Tipicamente a agitprop russa explicava a ideologia e as políticas do Partido Comunista e tentava convencer o público em geral a apoiar e aderir ao partido, partilhando os seus ideais. A agitprop foi também utilizada para a divulgação de informação e conhecimento ao povo, como novos métodos de agricultura. Após a Revolução de Outubro de 1917, um comboio do Agitprop percorreu o país, com artistas e actores a encenarem peças de teatro popular, de conteúdo político. O primeiro chefe do Departamento de Propaganda e Agitação do Comité Central do Partido Comunista Russo (b) foi Ievguêni Preobrajenski.
Deu origem ao teatro  de agitprop, do qual as peças de Bertolt Brecht são um exemplo notável. Altamente politizado, esse teatro teve origem na Europa dos anos 1920 e se estendeu aos Estados Unidos. O teatro de agitprop  russo notabilizou-se pelo uso dos personagens (feitos de papelão), que encarnavam a perfeita virtude e maldade completa, e pelo seu escárnio grosseiro. Gradualmente, o termo agitprop passou a descrever qualquer tipo de arte altamente politizada.

## Formas
Durante a guerra civil russa, a agitproputilizou-se  de vários meios:

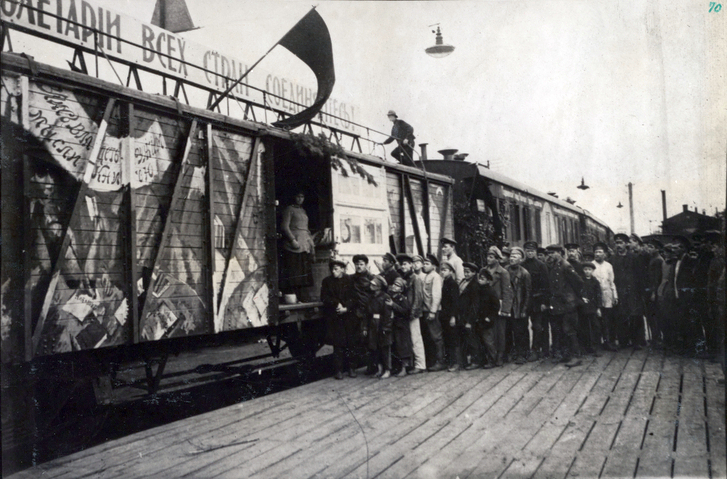
Comboio de Propaganda Bolchevique

- Imprensa: A estratégia bolchevique, desde o início, foi a de obter acesso ao principal meio de divulgação de informação na Rússia: a imprensa.[10] O jornal socialista Pravda ressurgiu em 1917, depois de ter sido encerrado pela censura czarista, três anos antes. Bolcheviques proeminentes como Kamenev, Stalin e Bukharin foram editores do Pravda, durante e após a revolução, tornando-o um órgão de agitprop bolchevique. Com a diminuição da popularidade e do poder da imprensa czarista e burguesa, o Pravda conseguiu tornar-se a fonte dominante de informação escrita para a população, nas regiões controladas pelo Exército Vermelho.[11]

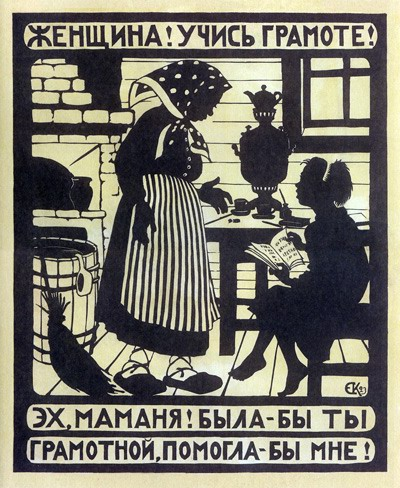
Início: Mulher, aprenda a ler e a escrever! Embaixo: Oh, Mamã! Se fosses alfabetizada, podias ajudar-me! Poster de Elizaveta Kruglikova, datado de 1923, em defesa da alfabetização feminina.

- Redes de agitação oral: Os líderes bolcheviques compreenderam que, para construir um regime duradouro, teriam de ganhar o apoio da população maciça dos camponeses russos. Para tal, Lenine organizou um partido comunista que atraiu soldados desmobilizados e outros para se tornarem apoiantes da ideologia bolchevique, vestidos com uniformes e enviados para viajar pelo campo como agitadores para os camponeses.[12] As redes de agitação oral estabeleceram uma presença nas zonas rurais isoladas da Rússia, expandindo o poder comunista.
- Comboios e navios agitacionais: Para expandir o alcance das redes de agitação oral, os bolcheviques foram pioneiros na utilização de transportes modernos para chegar mais fundo à Rússia. Os comboios e navios transportaram agitadores armados com panfletos, cartazes e outras várias formas de agitprop. Os vagões de comboio incluíam uma garagem de motocicletas e carros para que os materiais de propaganda chegassem às cidades rurais não localizadas perto das linhas ferroviárias. Os comboios de ampliaram o alcance dos agitadores na Europa de Leste, e permitiram a criação de estações de agitprop, constituídas por bibliotecas de material de propaganda. Os comboios estavam também equipados com rádio e prensa, para que pudessem reportar a Moscovo o clima político de cada região  e receber instruções sobre como adequar a propaganda impressa ao local.[13]
- Campanha de alfabetização: Os camponeses russos, em 1917 era majoritariamente analfabetos, o que dificultava o seu acesso ao material impresso. O Comissariado Popular do Iluminismo foi estabelecido para liderar a guerra contra o analfabetismo.[14] Os instrutores foram treinados em 1919, e enviados para o campo para criar mais instrutores e expandir a operação para uma rede de centros de alfabetização. Foram criados novos manuais escolares, explicando a ideologia bolchevique aos membros recém alfabetizados da sociedade soviética, e a formação em alfabetização no exército foi expandida.[15]

## Literatura
- The Soviet Propaganda Machine, Martin Ebon, McGraw-Hill 1987, ISBN 0-07-018862-9
- Rusnock, K. A. (2003). «'agitprop'». In:  Millar, James. Encyclopedia of Russian History. Gale Group, Inc. ISBN 0-02-865693-8
- Vellikkeel Raghavan (2009). Agitation Propaganda Theatre. Chandigarh: Unistar Books. ISBN 81-7142-917-3.